# Roy Medvedev
Pour les articles homonymes, voir Medvedev.
Roy Alexandrovitch Medvedev (en russe : Рой Александрович Медведев), né le 14 novembre 1925 à Tbilissi en Géorgie soviétique, est un historien, écrivain et dissident soviétique.

## Biographie
Roy Medvedev est le frère jumeau du biologiste et dissident soviétique Jaurès Medvedev. Leur père, ancien commissaire politique de l'Armée rouge et directeur du département de matérialisme dialectique de l'Académie militaire et politique de Moscou, est arrêté en 1938 durant les Grandes Purges et meurt au Goulag en 1941. À la suite de l'arrestation de leur père, les frères Medvedev sont contraints de quitter Moscou et s'installent à Rostov-sur-le-Don, d'où ils sont chassés par l'invasion allemande en 1941, laquelle les contraint à se réfugier à Tbilissi. En février 1943, ils sont mobilisés dans l'armée. Roy Medvedev, qui avait passé son examen de fin d'études secondaires de manière anticipée, n'est pas envoyé au front, à la différence de son frère, mais en tant que « fils d'un ennemi du peuple », il ne peut devenir officier et est envoyé servir dans un arsenal d'artillerie à l'arrière.
En 1946-1951, il fait ses études à la faculté de philosophie de l'université d'État de Leningrad, où il est secrétaire du comité du Komsomol. Ne pouvant poursuivre des études de doctorat et se trouvant sans affectation à la fin de ses études, il accepte un poste d'enseignant dans une école de l'Oural, puis il devient directeur d'une école au bord du golfe de Finlande. À la suite de la réhabilitation de son père, en 1956, Roy Medvedev entre au parti communiste d'URSS. En 1958, il soutient une thèse de candidat ès sciences à l'université pédagogique d'État de Moscou Le travail productif des étudiants des classes supérieures dans l'industrie et le problème de la spécialisation de la production. Il travaille d'abord en tant que rédacteur dans la maison d'édition « Uchpedgiz », puis en 1962 il devient chercheur à l'Académie des sciences pédagogiques, un poste qu'il occupe jusqu'à sa démission, en 1971. Dans les années 1960, il est également secrétaire de comité de parti. 
En parallèle, il se consacre toutefois à différents projets non officiels, à commencer par l'écriture de son œuvre principale, publiée en Occident en 1971 sous le titre Le Stalinisme : Origines, histoire, conséquences. Basée sur les témoignages de centaines de vieux Bolchéviques, vétérans de la Révolution et victimes du stalinisme, la recherche de Medvedev est la première histoire du stalinisme publiée par un chercheur soviétique. Écrit à l'origine pour publication en URSS, ce livre s'inscrit dans le schéma d'interprétation du « discours secret » de Khrouchtchev, tout en allant beaucoup plus loin sur nombre de questions. Ecrit afin de contribuer à la régénération du parti communiste, ce livre s'inscrit dans la perspective d'un réformisme communiste, qui est celle de l'auteur. Dans un contexte de réhabilitation partielle de Staline, la publication en URSS apparaît impossible, et Medvedev envoie son livre pour publication aux États-Unis, où l'historien David Joravsky se charge de le représenter. Mentionné pour la première fois en 1968 dans l'essai d'Andreï Sakharov Essai sur le progrès, la coexistence et la liberté intellectuelle, le livre de Medvedev entraîne son exclusion du parti un an plus tard. À la suite de la publication en Occident à la fin de 1971, Medvedev est contraint de se cacher pendant plusieurs mois pour échapper à une arrestation et réapparaît au début de l'année 1972.
De 1964 à 1970, Medvedev édite également une revue mensuelle Samizdat publiée par la suite sous le nom de Journal politique (Polititcheskii dnevnik). Lue par de nombreux intellectuels, tels que Andreï Sakharov ou Alexandre Tvardovski, cette revue est en partie publiée en deux volumes par la fondation Alexandre Herzen en 1972 et 1975. 
Dans les années 1970, avec l'aide de son frère Jaurès, exilé à Londres à partir de 1973, Roy Medvedev publie un grand nombre d'ouvrages historiques et politiques, traduits dans de nombreuses langues. Il se spécialise notamment dans le genre biographique, avec des biographies de Khrouchtchev, Boukharine, Brejnev, plus tard Andropov, et d'autres dirigeants soviétiques. Bien que vivant de sa plume grâce à ses publications en Occident, Roy Medvedev n'est jamais arrêté par les autorités. Comme il l'explique dans sa biographie d'Andropov, c'est à la protection personnelle de ce chef du KGB (1967-1982) puis secrétaire général du parti (1982-1984) qu'il a du cette faveur.
Pendant la Perestroïka, il est élu député du peuple d'URSS en 1989 et membre du Soviet suprême de l'Union soviétique, et en 1990 il devient membre du Comité central. Après la dislocation de l'URSS, avec le professeur de l'université polytechnique de Saint-Pétersbourg Anatoli Denissov et le cosmonaute Vitali Sevastianov il copréside le parti socialiste des travailleurs de la fédération de Russie. 
Il continue par ailleurs ses activités de recherche, publiant une série de livres sur la chute de l'URSS et les États et dirigeants de la Communauté des États indépendants. Il écrit notamment plusieurs ouvrages biographiques élogieux sur Vladimir Poutine, qu'il a rencontré pour la première fois en 1999.

## Controverse sur les victimes du Goulag
L'historien Viktor Nikolaïevitch Zemskov a travaillé sur les premières archives publiées après la chute de l'URSS. Dans son article « Gulag - istoriko-sociologiceskij », il rejette les propos de Roy Medvedev qui affirmait que, durant les purges de 1937-1938, le nombre de détenus au Goulag avait augmenté de plusieurs millions, et que cinq à sept millions de personnes avaient été victimes de la répression. En fait, comme le prouve Zemskov grâce aux archives du KGB, la population des camps est passée de 1 196 369 détenus en janvier 1937 à 1 881 570 détenus en janvier 1938, et est retombée à 1 672 438 détenus au 1er janvier 1939. Il y a bien eu une inflation du nombre de détenus en 1937-1938, mais elle se chiffre en centaines de milliers et non en millions, comme le souligne Zemskov. 
De plus, Zemskov indique que selon les documents officiels du KGB, environ 800 000 personnes arrêtées pour des raisons politiques ont été exécutées entre 1921 et 1953. Ceci va à l'encontre de la thèse de l'historienne russe Olga Chatounovskaïa qui a affirmé, sans archives, que pour la seule période 1935-1941, plus de 19 millions de personnes avaient été arrêtées et 7 millions fusillées, les autres ayant disparu dans les camps. 
Or Zemskov écrit que Chatounovskaïa a multiplié les chiffres par dix, « une exagération de taille ». 
Grâce à l'ouverture des archives russes[réf. nécessaire], des données fiables existent pour la période du 1er janvier 1934 au 31 décembre 1947, qui montrent que, dans l'ensemble des camps du Goulag, 963 866 prisonniers sont morts. Ce chiffre concerne l'ensemble des détenus (on est loin des sept millions juste pour la période 1935-1941).

## Publications
- (en) Let History Judge : The Origins and Consequences of Stalinism, édité par David Joravsky et Georges Haupt, New York, Knopf, 1971
- (en) avec Jaurès Medvedev, A Question of Madness, London, Macmillan, 1971
- De la Démocratie socialiste, préface de Georges Haupt, Paris, Grasset, 1972
- (ru) Politicheskii Dnevnik I, Amsterdam, Fond imeni Gertsena, 1972.
- (ru) Politicheskii Dnevnik II, Amsterdam, Fond imeni Gertsena, 1975.
- Roy Medvedev (préf. Georges Haupt), Le Stalinisme : origines, histoire, conséquences [« Let History Judge »], Paris, Le Seuil, coll. « Combats », 1972 (1re éd. 1971), 638 p.
- La Révolution d'octobre était-elle inéluctable ? suivi d'une lettre à Lénine, Paris, A. Michel, 1976
- (en) Problems in the Literary Biography of Mikhail Sholokhov, New York, Cambridge University Press, 1977
- Staline et le stalinisme, Paris, A. Michel, 1979
- (en) Khrushchev, Oxford, B. Blackwell, 1982